# 保羅·菲利普斯
保羅·菲利普斯（英語：Paul Phillips，1984年1月16日—）為美國棒球运动员，曾效力中華職棒Lamigo桃猿，中文登錄名為「菲利浦」，守備位置為投手。2014年二度來台打爆米花夏季棒球聯盟。 

## 經歷
- 美國職棒多倫多藍鳥（小聯盟，2005年-2008年）
- 美國職棒獨立聯盟Pensacola Pelicans（2008年）
- 美國職棒坦帕灣光芒（小聯盟，2009年-2011年）
- 美國職棒獨立聯盟Somerset Patriots（2012年）
- 中華職棒Lamigo桃猿（2012年）
- 美國職棒獨立聯盟Somerset Patriots（2013年）
- 爆米花夏季聯盟台灣電力棒球隊（2014年）

## 職棒生涯成績
| 年度   | 球隊       | 出賽 | 勝投 | 敗投 | 中繼 | 救援 | 完投 | 完封 | 四死 | 三振 | 責失 | 投球局數 | 自責分率 | 被上壘率 |
| ------ | ---------- | ---- | ---- | ---- | ---- | ---- | ---- | ---- | ---- | ---- | ---- | -------- | -------- | -------- |
| 2012年 | Lamigo桃猿 | 21   | 4    | 1    | 2    | 8    | 0    | 0    | 13   | 20   | 18   | 45.2     | 3.80     | 1.27     |
| 合計   | 1年        | 21   | 4    | 1    | 2    | 8    | 0    | 0    | 13   | 20   | 18   | 45.2     | 3.80     | 1.27     |

## 特殊事蹟
- 2012年與許銘倢、黃欽智、林家瑋都拿下五次以上的救援成功，單隊四人5次救援成功刷新1990年三商虎隊的康明杉、黃武雄、涂鴻欽的聯手紀錄。

## 外部連結
- 保羅·菲利普斯在台灣棒球維基館上的頁面（繁體中文）
- 保羅·菲利普斯在中華職棒
- 保羅·菲利普斯在Baseball-Reference.com（小聯盟以及海外聯盟）（英语）